# Giro della Lunigiana
Der  Giro della Lunigiana ist ein Straßenradrennen für Junioren. Das Etappenrennen wird seit 1975 jährlich im September über drei oder vier Abschnitte in der historischen italienischen Region Lunigiana ausgetragen.

## Sieger
- 1975  Corrado Donadio
- 1976  Ivano Maffei
- 1977  Franco Chioccioli
- 1978  Raniero Gradi
- 1979  Silvio Riveri
- 1980  Wiktor Demidenko
- 1981  Oleg Petrowitsch
- 1982  Juri Abramow
- 1983  Alex Pedersen
- 1984  Gianluca Tonetti
- 1985  Paolo Ricciuti
- 1986  Gianluca Bortolami
- 1987  Stefano Zanini
- 1988  Giuseppe Guerini
- 1989  Gilberto Simoni
- 1990  Pawel Tscherkassow
- 1991  Andrei Misurow
- 1992  Marzio Bruseghin
- 1993  Witali Kokorin
- 1994  Danilo Di Luca
- 1995  Alessandro Brendolin
- 1996  Claudio Astolfi
- 1997  Roel Egelmeers
- 1998  Damiano Cunego
- 1999  Alexander Kolobnew
- 2000  Alexander Arekejew
- 2001  Oleksandr Kwatschuk
- 2002  Vincenzo Nibali
- 2003  Valerio Agnoli
- 2004  Rob Ruijgh
- 2005  Thomas Kvist
- 2006  Daniele Ratto
- 2007  Giorgio Checcinel
- 2008  Stefan Mair
- 2009  Simone Antonini
- 2010  Maxat Ayazbayev
- 2011  Alberto Bettiol
- 2012  Matej Mohorič
- 2013  Tao Geoghegan Hart
- 2014 nicht ausgetragen
- 2015  Daniel Savini
- 2016  Tadej Pogačar
- 2017  Andrea Innocenti
- 2018  Remco Evenepoel
- 2019  Andrea Piccolo
- 2020 abgesagt wegen COVID-19-Pandemie
- 2021  Lenny Martinez
- 2022  António Morgado
- 2023  Léo Bisiaux